# G.I.ジョー
G.I.ジョー (G.I. Joe)は、米国ハズブロ社が販売している男児向け玩具。アクションフィギュア本体ならびにその付属品・関連商品を指す。人形の大きさは約12インチ（29cm前後）で、スケール換算で概ね1/6サイズとなる。

## 概要
G.I.ジョーは米国でハッセンフェルド兄弟が創業したハズブロ社から売り出された。ハッセンフェルド兄弟は東欧系ユダヤ系移民で繊維工場から放出される端切れの廃品回収業を営んでいたが、そこから鉛筆入れを作ることを思いついて成功。のちに文具から玩具へと事業の転換を図った。
1960年代に入ってハズブロ社は男の子向けの兵士姿の人形であるG.I.ジョーを発売。
1963年当時、米海兵隊を舞台にしたTVドラマ『The Lieutenant』をきっかけに企画され、マテル社の女児向け着せ替え人形バービー（1959年発売）の仕様をヒントにして、着せ替え可能な男児用可動人形として1964年に発売された。当時のバービーは首・肩等の極一部のみが可動するボディであり、ヒジ・ヒザ等まで含む全関節を可動にするアイデアは、木製のデッサン用人形がヒントである。
商品名に採用された『G.I.Joe』のネーミングは、第二次世界大戦頃からアメリカで使われている“アメリカ兵”を示す一般名詞的な呼称である。G.I.はしばしば“Government Issue”（官給品）の略と解釈され、“Joe”は米国でごく一般的・代表的な男子名。“G.I.”のみでも米兵を指す俗称として使用されている。商品開発中にたまたまTVで放映されていた映画『G・I・ジョウ』を観たスタッフにより採用された。
当時の玩具業界の常識では「男の子は人形で遊ばない」とされていたが、他が目をつけなかったものの中から新たな価値を見出すユダヤビジネスの特色の一例とされている。
1960年代当時のG.I.ジョーフィギュアは、実際の生産の一部が日本で行われていた。

## 各国における展開
米国で人気を博したG.I.ジョーは各国に輸出されることになった。

### イギリス
イギリスでは1966年から『アクションマン』の名でライセンス生産されている。

### 日本
日本でも同じく1966年に三栄貿易によって輸入され、その後、1969年には新たに権利を得たタカラが引き続き販売を行なった。
当時日本でも放映されていたアメリカの連続TVドラマ『コンバット!』の人気もあり、兵隊をモチーフにした玩具は一定の人気を得ていた。その時期に輸入品として登場したG.I.ジョーは、当時の玩具としては破格のリアルさと高級感、豊富なオプションによる世界観の広がりなど、子供達に大きなインパクトを与える存在だった。
反面、玩具としてはサイズが大きいうえ、フィギュアは1500円前後、12インチサイズのG.I.ジョーが乗ることのできるジープなどは5000円を超える高額商品だった。精密で高級であることは大きな魅力であると同時に簡単に手の届かない存在である感覚を強め、当時の子供にとっては基本的に高嶺の花的な存在であり、自然と経済的に豊かな層がターゲットの商品となった。ベトナム戦争が激化した1960年代末には「児童文化の軍国主義化」「日米安保体制下の玩具」という批判すら浴びている。
そのためタカラでは、1970年に日本向け商品展開としてブランド名を『ニューGIジョー』に改め、顔の造形を日本の子供向けに一新し、着せ替えにも「スポーツジョー」としてボクサーやプロレスラーをラインナップし、日本の子供にとって親しみやすい方向に改良を加えた。
この当時、タカラ独自のサービスとして、G.I.ジョーのテレフォンサービスがあった。これは同社の“リカちゃん電話”を応用したもので、タカラの広告等で告知された番号へ電話をかけると「やぁ! 君か、僕がG.I.ジョーだ」と日本語で声が聞けるというものである。声の主は原田一夫。ソングも存在し、レコード化されている。G.I.ジョーのシリーズ終了後このサービスは、変身サイボーグにも受け継がれることになる。
また、当時大流行の“変身”を取り入れた「正義の味方」シリーズを展開。この路線変更は当たり、やがてタカラは、ミリタリー色を廃し、SF色とTVヒーローへの変身のバリューを前面に押し出した、変身サイボーグ（1972年）シリーズを生み出し、この新たなシリーズへ販売をシフトした。
変身サイボーグによって12インチアクションフィギュアは日本でも子供たちに受け入れられる商品となった。しかし、変身ブームの収束やオイルショックなどの経済状況の変化により、変身サイボーグシリーズの後継であるアンドロイドA（1975年）を最後に、より小型のフィギュアであるミクロマンにシフトする。その後およそ10年の間、日本での展開を停止した。
1980年代前半に『こちら葛飾区亀有公園前派出所』や、コンバットマガジン誌等の記事をきっかけに、G.I.ジョー再評価の盛り上がりがあった。それに応じたタカラによる新たな12インチミリタリーシリーズの『コンバットジョー』が、1984年に発売された。しかし、大きなブームとはならず、このシリーズはごく短命に終わっている。
“なつかしのアイテム”として一般的な知名度もそれなりにあり、1960から1970年代のビンテージモデルに関しては『テレビ探偵団』や『開運!なんでも鑑定団』といったテレビ番組などでプレミアムアイテムとして扱われることもあった。なお、インターネットによりファン同士がショップを通さずにコレクションを取引することが常態となって以降、ビンテージトイのプレミアム価格は格段に下がる傾向にあり、G.I.ジョーも現在プレミアム価値を持つのは1960から1970年代における初期の製品のみで、しかも状態の良いものに限られる。

## 変遷
1960年代末期、ベトナム戦争が終結に向かい反戦ムードが高まる中、本家ハズブロ版のG.I.ジョーも“戦争”から“冒険とスポーツ”へとテーマを変えたAT（アドベンチャーチーム）シリーズへと移行することになる。しかし、1970年代中頃にはそのATシリーズG.I.ジョーも終了した。

### 3.75インチサイズへの移行
その後、アメリカでも日本同様大型のアクションフィギュアからコレクタブルな小型のアクションフィギュアに消費動向がシフト。休眠状態だったG.I. ジョーも1982年、ブリスターパッケージの3.75インチサイズが主力製品となって復活する。このシリーズは『G.I.JOE A REAL AMERICAN HERO』という名称で、それまでの無名兵士を再現するリアルミリタリーフィギュアとしてのG.I.ジョーではなく、各キャラクターが固有の名前と設定を持つハズブロオリジナルのヒーローとして新たに設定されたコンテンツである。
このシリーズは発売とほぼ同時にマーベルコミックスによりコミックス化され、その後1985年にはTVアニメーション化もされた。このTVアニメーションは、日本では『地上最強のエキスパートチーム G.I.ジョー』のタイトルで1986年からテレビ朝日系列で放送された。製作の一部は日本の製作プロダクションによるものである。
1992年にはコナミからアーケードゲーム化して発売された。2009年には同作品の実写映画（G.I.ジョー (映画)）が公開された。
以降、ハズブロのG.I.ジョーといえばA REAL AMERICAN HEROシリーズということになる。なおその後も、たびたびリアルミリタリースタイルの無名兵士版G.I.ジョーフィギュアのシリーズが復活することもあり、同じメーカーによる同じG.I.ジョーの名称ながら、内容の違うシリーズが両立することもあった。

### 12インチサイズの復活
アクションフィギュアの主流が小型サイズへと移行したあとも、米本国では1991年にA REAL AMERICAN HEROシリーズのキャラクターの12インチ化『HALL OF FAME』シリーズ、1994年にGIジョー生誕30周年を記念したオリジナル版の復刻『30th SALUTE』、1995年に第二次大戦50周年を記念したオリジナル版の復刻『WWII 50TH ANNIVERSARY COMMEMORATIVE』と何度か12インチサイズのシリーズが復活している。いずれも日本での正式な扱いはなく、入荷は並行輸入のみである。
ちなみに、『HALL OF FAME』が発売された1991年に米国は多国籍軍の中心として湾岸戦争に突入しており、シリーズ第一弾の製品も、湾岸戦争での米兵士のスタイルをモデルにしたものである。
上記3種のシリーズがいずれも『HALL OF FAME』用に製作された、コミックスヒーローをイメージした過剰にマッチョで可動性能も低いボディを流用したため、オリジナルのイメージからは遠かった。なお、このボディは、同じハズブロ社による『スターウォーズ』シリーズや『スターティングラインナップ』シリーズの12インチサイズラインに流用されている。
1996年、オリジナルスタイルの正当な復活をイメージさせる、全く新しい12インチフルアクションボディを採用した『クラシックコレクション』シリーズが発売された。このシリーズは毎年10~20点の新製品を出しながら順調に続き、再び12インチサイズのリアルミリタリー路線が安定して発売されるようになる。その後、2000年前後を境にしてドラゴンモデルズ社などの新たなライバルの影響か、クラシックコレクションのシリーズ名を外し、よりリアルなディティールへと進化したが、2005年前後の製品を最後にアフガン紛争・イラク戦争に対する厭戦感の広がりと入れ替わるように、再びリアルミリタリーのシリーズは停止することとなる。

### 12インチサイズの現状
2011年、12インチサイズの無名兵士版G.I. JOEのシリーズが復活した。従来製品の組み替えによる比較的シンプルな内容で、コレクター向けというよりも低年齢層を指向した入門的なラインナップである。現在までに6種発売されている。

## カスタマイズ
もともと着せ替え人形スタイルの玩具であるため、ユーザーによるカスタマイズにも馴染みやすく、米本国で例年開催され続けたG.I.ジョーコンベンションでは個人運営のガレージメーカーによるカスタムG.I.ジョーの小規模な販売が行われていた。こういった個人運営のカスタムメーカーの製品はメールオーダーによっても販売され、特にインターネットによって世界中に広まることになる。映画俳優に似せたオリジナルヘッドや、ハズブロ社によって製品化されなかった軍装や装備品のバリエーションなど、各カスタマイザーにより意欲的に製作され、また販売された。
1996年、本家ハズブロ社の新シリーズである『クラシックコレクション』による本格的なリアルミリタリー路線の12インチフィギュア復活時には、こういったカスタムメーカーとそのユーザーによるハンドメイドカスタムの流れが拡がっており、従来から続くコレクター的な受け止め方とは別に、新たにユーザー自らが装備を自作・加工してより実物に近い兵士のミニチュアを再現しようとするカスタム派ユーザーの流れが大きくなっていた。
そういった流れの中で、1997年、米国の21stセンチェリートイズ社、そして1999年、香港のドラゴンモデルズ社が12インチミリタリーフィギュアに参戦し、その後も引き続き多くのメーカーが参戦することになる。この時期以降のこれらの後続メーカーの特徴は、G.I.ジョー本来のスタイルであるアクショントイとしての流れを継ぐのではなく、よりリアルに再現されたスケールモデルとしての兵士のフィギュアを指向した点にある。
1964年に誕生した時点のG.I.ジョーも、従来までの玩具の兵隊人形とは比べものにならない精密さと世界観を有するものであり、“圧倒的なリアリズム”を感じさせるアイテムだ
った。その後の本家G.I.ジョーは、大量生産され、低年齢の子供達の手に渡るという前提での材質・強度を踏まえた再現性にとどまっている。逆に、近年の実物を徹底的に精密に再現しようとする追従メーカーの12インチミリタリーフィギュアは、細部のディティールを追求するあまり、市販品としては強度に問題があるばかりか、通常の大人のスキルでは装備品を見本通りに取り付けることすら出来ない繊細な構成になってしまったものが少なくない。それゆえか、ある程度の工作スキルをもつユーザーによる、カスタマイズが遊びの中心となる傾向にあるようである。
ただし、21stセンチェリートイズの当初の製品に限っては、アクショントイとしてのG.I.ジョースタイルに準拠したものだった。
日本では、コレクター的観点が中心だったアメトイブームの終了によって、徐々にリアル指向を強めながらも、あくまでも低年齢向け仕様の制限にしばられた本家12インチG.I.ジョーの新製品を購入するユーザーは一気に減少することになる。しかし、その後も、縫製による衣装と装備品によって再現される、さらに精密でリアルな“新たなスケールモデル”を追求するメーカー・ユーザーの流れは残り続けることになり、現在に至っている。

## 主な商品展開

### G.I.ジョー
1964年発売。米ハズブロ社製。人形本体を中心に、軍服、軍装品、銃、乗り物など周辺商品も多岐に渡る。当時、装備品等の生産は日本の下請け工場等でも行われており、日本で生産された衣装には、服のエリの裏等にあるタグに“MADE IN JAPAN”の表記が確認出来る。

### ニューGIジョー
1970年発売。タカラによる日本向けのリニューアルシリーズで、頭部の造形が変更されている。当初、軍装品中心だったラインナップだったが、発売翌年からスポーツジョーや正義の味方シリーズなどがラインナップに加えられた。日本で特に人気のある、第二次大戦時のドイツ兵のラインナップにも力をいれ、オリジナルにないドイツ兵のバリエーションも多数発売していた。
米G.I.ジョーでのドイツ兵は国防軍兵士一種のみ、英アクションマンはG.I.ジョーよりも長期間シリーズが続いたこともあり、兵士、将校二種、戦車兵、戦闘機パイロットと多数のドイツ兵士が製品化されているが、いずれも国防軍スタイルである。対して、ニューGIジョーは親衛隊（ナチスSS）将校までを製品化している。
ニューGIジョーでは、コスト削減で米兵の衣装が薄い化繊生地になり、ウエスト部分はホックからゴムに変更された。米軍のヘルメットもプラスチックから顎紐一体成型のビニール製に変更。米兵・ドイツ兵のベルトも弾薬ポーチと一体成型のビニール製に変更された。
大型の商品はそのままG.I.ジョーから受け継いでいる。

### コンバットジョー
1984年発売。SFヒーロー一色になったおもちゃの世界に、1960年代のオリジナルG.I.ジョーに続くリアルミリタリーアクションフィギュアの復活を目指してタカラが独自に企画したシリーズ。WWIIアメリカ陸軍歩兵／WWIIドイツ陸軍歩兵／現用アメリカ陸軍歩兵／WWIIドイツ軍将校／S.W.A.T／WWIIドイツ戦車兵／カリフォルニア・ハイウェイ・パトロール／コスチュームゴジラの全8種が発売され、DXタイプ、コスチュ−ムセット、武器セット等のバリエーションもあり、コンバットジョーの小火器（マシンガン）はプラモ形式で販売された。
頭部は完全な新作で、米兵・ドイツ兵・日本人（ゴジラのぬいぐるみ俳優）が造り分けられている。ボディは、オリジナルG.I.ジョーのトーキングボディから流用した変身サイボーグの金型を用いたリニューアル品であり、通常のボディより若干胴体が大きい。変身サイボーグの着せ替えセットも装着可能。

### アクションマン
イギリスのパリトーイ社によるG.I.ジョーのライセンス商品である。イギリス軍将校やSAS等の、G.I.ジョーにない独自の商品も多数発売された。1978年には基幹パーツであるボディとヘッドも、G.I.ジョーとは異なるアクションマンオリジナルの新設計のものになり、後頭部のレバーにより眼球を動かせる『イーグルアイ』ギミックが追加されている。
1984年にパリトーイ社の閉鎖によりシリーズは終了。1993年にはハズブロにより、新たにオリジナル設定のSFテイストの12インチアクションフィギュアとして再開され、このシリーズは2006年まで継続した。日本ではツクダにより1985年にパリトーイ版の一部が正式に発売された。

### GROUP ACTION JOE
1976年から1981年にフランスで展開されたライセンス版。内容はオリジナル米版よりも、英版のアクションマンとの共通点が多い。

### Geyperman
1970年代に発売されたスペインでのライセンス版。

### Action Team
1970年代に発売されたドイツでのライセンス版。

### Falcon
1970年代に発売されたブラジルでのライセンス版。

### ニューコンバットジョー
メディコムトイ/タイムハウス製品『リアルアクションヒーローズ』シリーズの初期に使用された30cm素体の名称。他の項目と違い、『ニューコンバットジョー』というシリーズは存在せず、あくまでも素体の名称である。開発・生産はメディコムトイで、タカラに“コンバットジョー”の名称を使用する許諾を得ており、この素体が使用されたRAHには箱にタカラの証紙が貼付されている。

### エリートブリゲード
1960年代のオリジナルG.I.ジョー（いわゆるビンテージ）ファン向けに補修用のリブロパーツを製造・販売していたコッツウォルド社が、ヘッド・ボディ・服・装備のフルセットを揃えて販売したシリーズ。ラインナップはオリジナルG.I.ジョーの復刻が中心で、そのほかに英国ハイランダーや総金属製の中世ヨロイ等、エリートブリゲードオリジナルの製品も数多く発売された。BOXセットの発売以降もパーツ単位での販売をメインにした商品構成のため、本家G.I.ジョーの12インチシリーズが停止している時期に、単にコレクションの補完用というだけではなく、フィギュアのカスタム（改造）のためのボディや装備品パーツの安定供給源として重要なシリーズだった。
日本では1996年から数年の間、やまとが正式に販売した。

### マスターピースエディション
1996年発売。クロニクルブックス社から刊行された本とフィギュアのセット。G.I.ジョー最初期の『ソルジャー』『セーラー』『マリーン』『パイロット』の4種を、それぞれフィギュア本体と基本装備（帽子・服・ブーツ・ドッグタグ）のみを復刻し、それぞれを豪華なブックレットとセットにして販売されたコレクター向けの商品。
上記4種に加え、米国の高級玩具チェーンであるFAOシュワルツ限定の『アストロノーツ』バージョンも存在する。
企画・製作には当時のスタッフが関わっており、付属のブックレット（英語）は、1960年代当時の試作品等の写真と開発の経過が記されていた。なお、表紙の写真以外の内容は5種類とも全く同じものである。
発売当初は日本におけるアメトイブーム直前の時期で、洋書店や輸入ホビー店に並ぶ際にはかなりの高価格で販売されていた。その数年後にはやまとにより正式に輸入され、安価で購入可能となった。

### クラシックコレクション
米国では1996から2004年、日本では1997から2001年に展開。当時日本で急激に盛り上がったアメトイ（アクションフィギュア）ブームにのり、米本国でのシリーズ開始から1年遅れでハズブロジャパンによって正式に販売された。一時期は同じくハズブロジャパンで扱われていたスターウォーズシリーズを上回るほどの反響があったとのこと。シリーズは長期にわたり、フィギュアセット、装備セット、乗り物等、膨大な製品数が発売された。シリーズ初期には、1960年代に唯一存在した女性版G.I.ジョーである『G.I.ナース（1967年）』以来の女性版G.I.ジョーの復活となる『U.S. ARMY HELICOPTER PILOT（1997年）』が発売されている。
その後、日本での扱いは1998年にハズブロジャパンと業務提携したトミーへと移行。ブームの沈静化とともに入荷数は縮小され、2001年を最後に日本での正式な販売は終了した。

### ファザー＆サン
1997年発売。ハズブロジャパンとトイズマッコイのコラボレーションによる、日本で企画された日本限定商品。パッケージにG.I.ジョーロゴの入った、正式なG.I.ジョーシリーズの製品である。タイトル通り、父と子をテーマにした2体セットである。
第一弾はベトナム戦パイロットの父と野球選手の息子という設定になっており、テキストはコンバットマガジン編集部によるもの。トイズマッコイにより製作された衣装は通常のG.I.ジョーとは別次元のハイクオリティな仕上がりであり、父のヘッドはビリケン商会のハマハヤオのスカルプトによりビンテージスタイルのG.I.ジョーヘッドを再現したもの。付属のヘルメットとピストルはHALL OF FAMEシリーズからの流用品だった。
続く第二弾は『巨人の星』の星一徹&星飛雄馬のセットだった。星飛雄馬はジャイアンツのユニフォーム姿、星一徹は復員時の旧日本軍の制服姿。大リーグボール養成ギブスのほか、オルゴールつきちゃぶ台、ゲートル、ツルハシ、スコップが付属する。

### タイムレスコレクション
1998年発売。ハズブロ社による1960年代G.I.ジョーの復刻シリーズ。マスターピースエディションでは最小限の基本装備のみの復刻だったが、タイムレスコレクションでは各種装備品や銃器類も含めたフルセットでの復刻である。フィギュアのセットから救命ボートやジェミニカプセルといった大物にいたるまでシリーズは長期にわたり、ハズブロダイレクトを通して日本にもかなりの数が入荷した。なお、ヘッドとボディはマスターピースエディションと同じ金型によるものと推測される。

### G.I. JOE 40th Anniversary
2004年発売。G.I.Joe40周年の年に発売された、ハズブロ社による1960年代G.I.Joeの復刻版。タイムレスコレクションがシリーズ独自のパッケージに納められていたのに対し、40th Anniversaryではパッケージごと1960年代当時のスタイルのままで復刻された。内容はタイムレスコレクションと重なるものが多いが、ヘッドとボディを含む樹脂パーツ・縫製品ともに新たに起こされたもので、より当時に近い再現度になっている。

### ACTION MAN 40th Anniversary
2006年発売。ハズブロ社の正式な認可を受け、イギリスのModellers loftよって発売された1960年代から1980年代のアクションマンを復刻したシリーズ。製造は12インチミリタリーフィギュアのメーカーでもある香港DiD社である。パッケージ等はG.I. JOE 40th Anniversaryと同様の仕様。アクションマン独自のアイテムだけでなく1960年代G.I.ジョーのライセンス版である初期アクションマンも含めて全て新たに製作されたもので、またもや1960年代ビンテージG.I.ジョーの新たな復刻という面もある。現状、最も当時の印象に近い復刻版と言える。
日本では、DiD社の正規代理店であるアート・ストームによって販売されている。

### G.I.JOE サイドショウコレクティブ版
2009年発売。映画・TVのキャラクタートイを発売するサイドショウコレクティブ社から『A REAL AMERICAN HERO』シリーズの12インチフィギュアが発売されている。ハズブロ製品からの流用パーツは一切無く、ヘッド・ボディ・装備類等、全てサイドショウコレクティブによるもので、G.I.ジョーチームと敵方のコブラ側の双方から多数のキャラクターが製品化され、現在も新製品が次々と発表されている現役のシリーズである。アニメ版とコミックス版のデザインをベースに、近年の12インチミリタリーフィギュアの精密化に合わせて装備類をリアルに解釈・再現したもので、シリーズ開始とほぼ同時期に公開となった実写映画版のフィギュア化ではない。日本への入荷は並行輸入のみ。

### G.I.JOE THE RISE OF COBRA
2009年発売。同年公開になった実写映画版のデザインをハズブロ社自らフィギュア化したシリーズ。商品展開のメインとなる3.75インチサイズのシリーズのほか、12インチサイズのシリーズも多数商品化された。日本ではトミーダイレクトにより発売。

## アニメ
- 『地上最強のエキスパートチーム G.I.ジョー』

G.I.ジョー初のテレビアニメ第1作。アメリカで1983年・1984年に5話ずつの放送を実施し、1985年から1986年にかけて本放送が行われた。日本ではテレビ朝日にて放送が行われたが、全95話の内第33話までの放送で打ち切りとなった。アニメーション制作は東映動画が担当。
放送終了後に完結編となる『G.I.ジョー ザ・ムービー』がOVA作品として展開され、日本でも1990年1月22日にゲオミルダからVHSが発売された。
- 『G.I. Joe: A Real American Hero（1989）』

上記の続編として制作されたテレビアニメ第2作。1989年に5話分を放送後、1990年から1992年にかけて本放送が行われた。日本国内では未放送。制作は前作のサンボウ・プロダクション、マーベル・プロダクションからDICへ変更となった。1989年放送分のみ日本人アニメーターを中心としたアニメーション制作体制が採られており、EDでは当時スタジオ古留美に所属していた岡嶋国敏、金子伸吾などが作画監督及び絵コンテとして表記されている。
- 『G.I.ジョー・エクストリーム』

1995年から1997年にかけてアメリカで放送。上記作品とは異なる世界観を基にしたリブート作品であり、サンボウ・プロダクションが再び制作として携わった。日本では開局初期のカートゥーンネットワークにて放送を実施。
- 『G.I. Joe: Sigma 6』

2005年から2007年にかけてアメリカで放送。こちらも前3作とは異なるリブート作品として展開された。アニメーション制作はGONZO（監督:静野孔文）が担当。日本国内では未放送。
- 『G.I. Joe: Resolute』

2009年にWebアニメとして一部先行公開され、同年にアダルトスイムにて完全版形式で全編放送。血痕などの過激な描写が含まれていることからTV-14（14歳未満の視聴非推奨）の年齢制限が設けられている。日本国内では未公開。
- 『G.I. Joe: Renegades』

2010年から2011年にかけてHUBネットワークにて放送。日本国内では未放送。